# Laminatoio

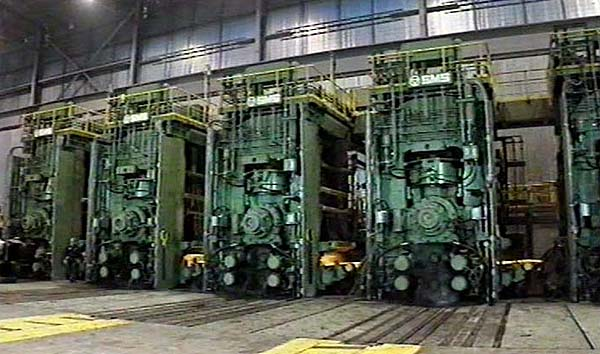
Laminatoi

Il laminatoio è una macchina utensile industriale per la laminazione e/o la sagomatura a caldo o a freddo di materiali malleabili.

## Caratteristiche

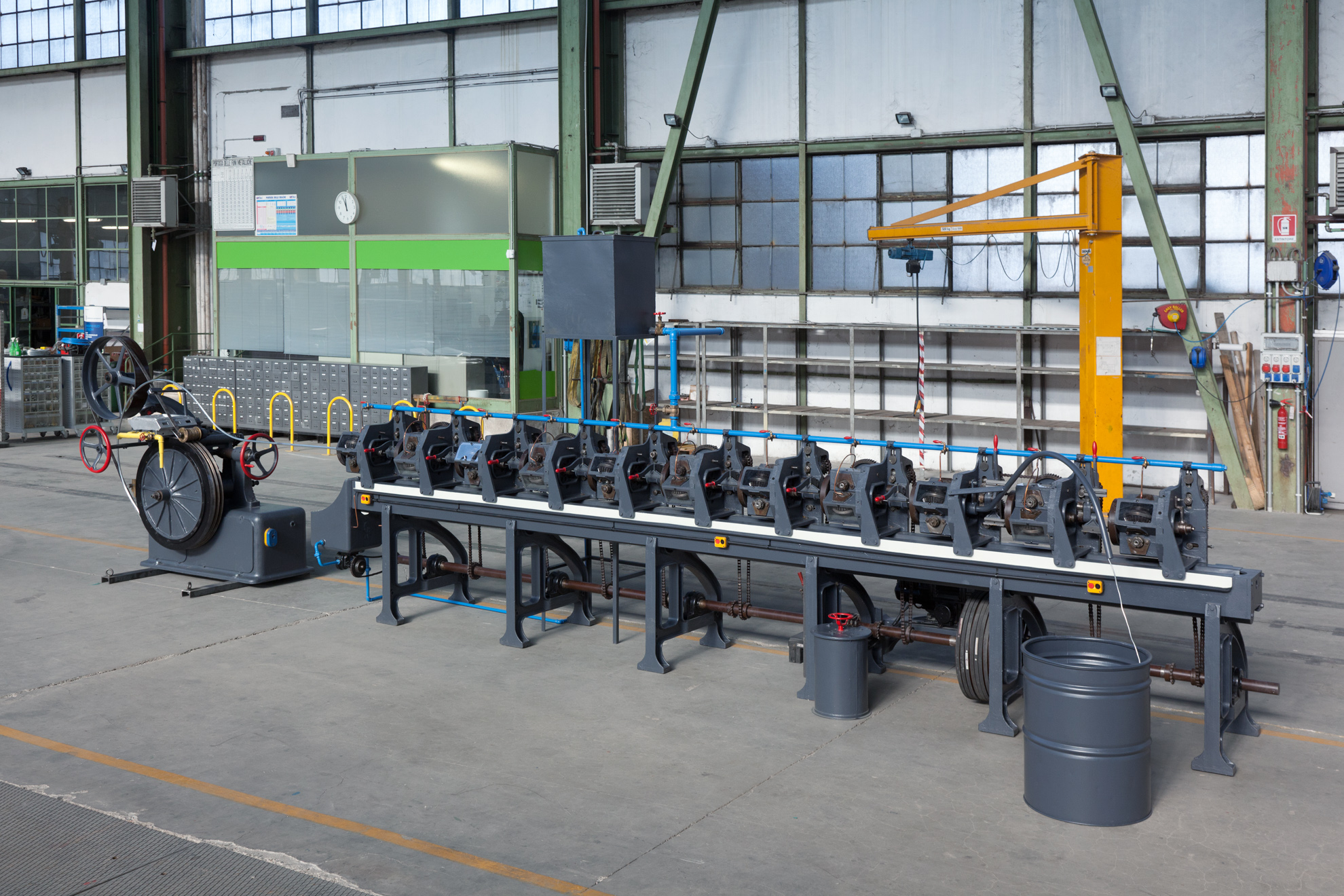
Laminatoio Properzi. Esposto al Museo della scienza e della tecnologia Leonardo da Vinci di Milano.

È composta da una serie di rulli che premono progressivamente un semilavorato, dandogli la forma e le dimensioni desiderate. I rulli possono essere di varia forma e dimensione: cilindrici per la produzione di lamine, sagomati per la produzione di oggetti varia forma (per esempio laminati mercantili quali tondi lisci o nervati, travi ad H, ad U, ad I, oppure rotaie per binari ferroviari, ecc.).
Ogni macchina provvista di una coppia di rulli (generalmente sovrapposti, con assi orizzontali, paralleli tra loro, con rotazione contraria) fra cui passa il materiale è detta gabbia di laminazione.

## Tipi di laminatoio

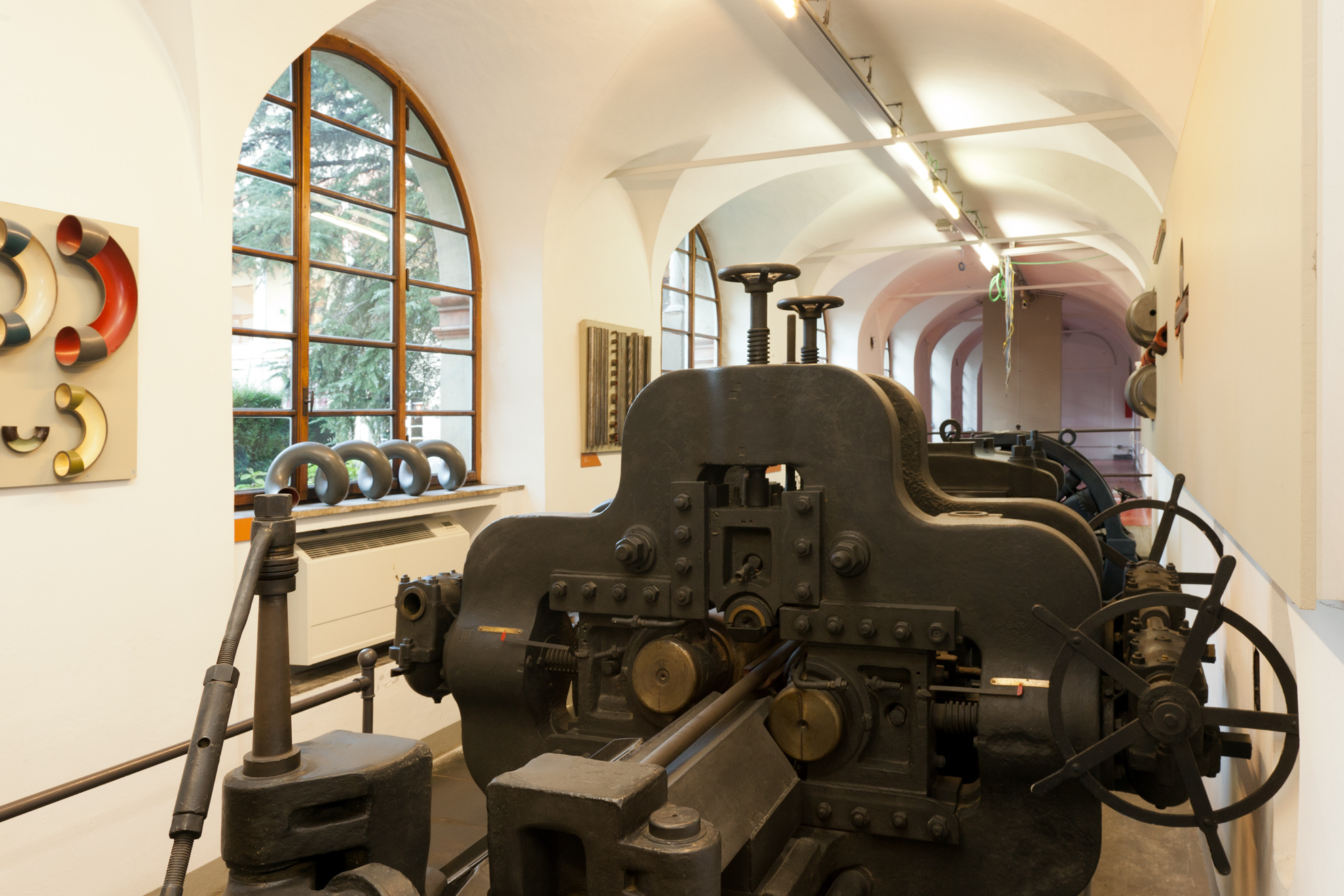
Laminatoio Mannesmann. Esposto al Museo della scienza e della tecnologia Leonardo da Vinci di Milano.

Fra i tipi di laminatoio si ricordano:
- laminatoio a duo non reversibile: quando i rulli girano sempre nello stesso verso; generalmente numerose gabbie sono disposte in serie a formare un treno di laminazione continuo; generalmente è il tipo di treno di laminazione più diffuso al giorno d'oggi.
- laminatoio a duo reversibile: quando i rulli girano alternativamente in sensi opposti. In questo caso il laminato passa nuovamente in una stessa gabbia di laminazione per venire rifinito o ulteriormente deformato; tra un passaggio e l'altro il laminato può essere girato su un fianco (nel caso di prodotti a sezione più o meno quadrata) e l'interasse dei rulli può essere ridotto; una gabbia a duo reversibile può costituire da sola il treno di laminazione, e si usa solo per laminati molto grossi e di lunghezza limitata (per esempio, per trasformare lingotti in blumi o slebi, o blumi e slebi in billette e bramme)
- laminatoio a duo universale, o a trio: in questo caso sono sovrapposti più di due rulli (solitamente tre) per cui passando fra un rullo e l'altro il materiale transita in versi opposti a seconda della fessura in cui è costretto a passare. Rispetto al duo reversibile ha il vantaggio di non dover invertire il moto dei rulli a ogni passata. La gabbia deve essere completata da guide mobili e provviste di rulli motorizzati per guidare il materiale, che diventa più lungo ad ogni passata, nel canale di laminazione successivo. È possibile montare più gabbie trio mosse da un unico grande motore sullo stesso asse, ottenendo un treno semicontinuo; in questo caso la barra, che dopo i primi passaggi si è allungata troppo per potere essere reinserita nel treno invertendo il moto, viene invece piegata verso la gabbia successiva da curve dette doppiatori, che devono essere provvisti di una zona di espansione dell'ansa.[1]
- laminatoio a quarto: variante della gabbia a duo (reversibile o irreversibile) usata per la laminazione di lamiere; i due rulli motorizzati di lavoro, che vengono a contatto con il materiale laminato, vengono sostenuti esternamente da due rulli folli più grandi e rigidi per limitare la loro inflessione, che causerebbe uno spessore non costante nella lamiera. Più gabbie a quarto irreversibile possono essere montate in serie per costituire un treno di laminazione continuo per lamiere.
- laminatoio Sendzimir: quando i rulli sono 20 (2 cilindri di lavoro, 4 primi intermedi, 6 secondi intermedi e 8 cilindri di spallamento sempre per evitare fenomeni di inflessione dei rulli).

## Lavorazione
La laminazione è generalmente effettuata a caldo, per ridurre gli sforzi sull'attrezzatura e l'energia necessaria (comunque molto elevate). Per esempio, l'acciaio esce dal forno di riscaldo attorno ai 1100 °C, ma si raffredda attorno ai 900 °C per irraggiamento prima che la laminazione abbia inizio; durante la laminazione, il lavoro di schiacciamento riscalda il materiale, compensando il suo rapido raffreddamento.
Altri metalli però vengono lavorati a freddo (che in realtà significa a temperature comunque di alcune centinaia di gradi) come le leghe leggere e quelle di rame.
La laminazione a freddo per i metalli permette anche la riduzione dello strato di ossidi che si vengono a formare sulla superficie esterna. Per l'acciaio questo strato viene chiamato generalmente calamina e viene poi eliminato tramite procedimento meccanico (sabbiatura), o chimico tramite il decapaggio. Anche per la riduzione dell'acciaio inossidabile al di sotto di un certo spessore (ca.8mm) viene utilizzata la laminazione a freddo.